# منزل خورشيد لقا خانم سنندج
منزل خورشيد لقا خانم سنندج (بالفارسية: خانه خورشید لقا خانم سنندج) هو منزل تاريخي يعود إلى عصر القاجاريون، ويقع في سنندج.